# David Marshall Lang
David Marshall Lang (* 6. Mai 1924; † 20. März 1991) war ein britischer Historiker. Er leitete die Abteilung kaukasische Studien an der School of Oriental and African Studies der University of London.
Lang studierte am St. John’s College der University of Cambridge, wo er später Fellow wurde. Im Zweiten Weltkrieg war er als Offizier im Iran stationiert und war Vizekonsul in Täbris, wo er mit der armenischen Bevölkerung in Kontakt kam (in den 1960er und 1970er Jahren besuchte er mehrfach Armenien). Er wurde nach dem Krieg Lecturer an der School of Oriental and African Studies (zunächst für Georgische Sprache) und 1964 Professor. 
Er war Gastprofessor an der Columbia University (1953), in Cambridge und an der University of California, Los Angeles (1965). 1962 und 1964 war er Honorary Secretary der Royal Asiatic Society. 
Lang befasste sich mit der Geschichte Georgiens, Armeniens und Bulgariens und veröffentlicht darüber mehrere Bücher.

## Schriften
- Studies in the Numismatic History of Georgia in Transcaucasia (= Numismatic Notes and Monographs. Nummer 130). The American Numismatic Society, New York 1955.
- Lives and Legends of the Georgian Saints (= Ethical and Religious Classics of East and West. Band 15, ZDB-ID 419269-2). Selected and translated from the original Texts. George Allen & Unwin u. a., London 1956.
- The Wisdom of Balahvar. A Christian legend of the Buddha (= Ethical and religious classics of east and west. Band 20). George Allen & Unwin, London 1957.
- The Last Years of the Georgian Monarchy. 1658–1832. Columbia University Press, New York NY 1957.
- The First Russian Radical, Alexander Radishchev. 1749–1802. George Allen & Unwin, London 1959
- A Modern History of Georgia. Weidenfeld & Nicolson, London 1962 (auch als: A Modern History of Soviet Georgia. Grove Press, New York 1962).
- The Georgians (= Ancient Peoples and Places. 51). Thames & Hudson, London 1966.
- The Balavariani (Barlaam and Josaphat). A Tale from the Christian East translated from the Old Georgian. George Allen & Unwin, London 1966.
- Armenia. Cradle of Civilization. George Allen & Unwin, London 1970, ISBN 0-04-956007-7.
- mit Charles Burney: Peoples of the Hills. Ancient Ararat and Caucasus. Weidenfeld & Nicolson, London 1971, ISBN 0-297-00495-6.
  - deutsche Übersetzung: Die Bergvölker Vorderasiens. Armenien und der Kaukasus von der Vorzeit bis zum Mongolensturm. (= Kindlers Kulturgeschichte.). Kindler, München 1973, ISBN 3-463-13690-2.
- The Bulgarians. From Pagan Times to the Ottoman Conquest (= Ancient Peoples and Places. 84). Thames & Hudson, London 1976, ISBN 0-500-02082-5.
- The Armenians. A People in Exile. George Allen & Unwin, London u. a. 1981, ISBN 0-04-956010-7.
- Beiträge in: Christopher J. Walker (Hrsg.): Armenia and Karabagh. The Struggle for Unity. Minority Rights Group, London 1991, ISBN 1-873194-20-X.